# Ernst Wenck
Ernst Wenck (født 18. marts 1865 i Reppen ved Frankfurt an der Oder, død 23. januar 1929 i Berlin), var en tysk billedhugger.
Wenck gik på Berlins kunstakademi (under Schaper), studerede videre i Paris og Rom og nåede efterhånden frem i første række blandt billedhuggerne i Berlin. Efter at have skabt Forelsket Faun (Berlins Viktoriapark), et kejser Wilhelm-monument for Lichterfelde ved Berlin og mange andre udførte han Drikkende pige (marmor, 1901, Berlins Nationalgalleri), kejsermonument for Weissenfels, Brunnensäule (Spindlershof, Berlin) og så videre. Blandt værker fra hans senere år må nævnes Ver vivum (gruppe med ung mand og kvinde, 1925).